# Nampabius turbator
Nampabius turbator är en mångfotingart som beskrevs av Crabill 1952. Nampabius turbator ingår i släktet Nampabius och familjen stenkrypare. Inga underarter finns listade i Catalogue of Life.